# スプリングフィールドM1835
スプリングフィールドM1835（英:Springfield Model 1835）は、19世紀初頭にアメリカで使用された.69口径のフリントロック式マスケット銃。

## 概要
M1835はスプリングフィールド兵器廠、ハーパーズ・フェリー兵器廠及び他の民間契約企業で生産された滑腔マスケット銃で.69口径の球形弾を使用した。M1835は独立したモデルナンバーとみなされることもあるが、M1816マスケットの1バージョンとみなすことが多い。銃身長はM1816より若干長く、重量もやや重かったが、M1835とM1816は非常に似ていた。最終製品としては似てはいたものの、M1835に使用された製造技術は異なっており、パーツの互換性に重きが置かれた。これは後のスプリングフィールドM1842で初めて実現された、部品の完全互換性への道を開くものであった。
M1835の多くが、1840年代から1850年代にかけて、フリントロック式からパーカッションロック式（雷管式）に改造された。同時期に、銃身の厚みが十分であると判断されたいくらかの銃に対しては、銃内腔にライフリングが施された。
M1835は南北戦争では、南北両軍が使用した。また米墨戦争でも使用された。

## 参考資料
- Combined Books (editor): The Civil War Book of Lists, Da Capo Press 1992, ISBN 978-0785817024
- Merritt Roe Smith: Harpers Ferry Armory and the New Technology, Cornell University Press; Fifth Impression edition (April 30, 1980), ISBN 978-0801491818
- Kevin Dougherty: Civil War Leadership and Mexican War Experience, University Press of Mississippi 2007, ISBN 978-1617030413